# Roviana
Le roviana  (ou robiana, rubiana, ruviana) est une langue océanienne, parlée par 9 870 locuteurs, dans les Salomon, en Nouvelle-Géorgie centrale et du nord, autour du lagon Roviana et du lagon Vonavona.

## Diffusion
La langue est utilisée, en dehors de la communauté roviana, par 16 000 personnes. Le roviana a longtemps joué le rôle de lingua franca dans la région, notamment à l'église, mais son usage intercommunautaire recule désormais devant la diffusion du pidgin des Salomon.